# Jason (statek)
Jason później Stella Polare – norweski statek wielorybniczy, służył w dwóch wyprawach na Ocean Południowy Carla Antona Larsena w latach 1892–1894, a później jako statek badawczy Stella Polare w wyprawie arktycznej Luigiego Amadeo di Savoi (1873–1933) na biegun północny.

## Historia
„Jason” był trzymasztowym barkiem wyposażonym w napęd parowy o mocy 60 koni mechanicznych . Miał prawie 40 m długości i 9 m szerokości, ważył 570 ton . Mógł osiągać prędkość 7 węzłów .   
Został zbudowany w 1881 roku  w norweskiej stoczni „Framnæs Mekaniske Værksted” Christena Christensena w Sandefjordzie. Właścicielem statku była firma Christensena A/S Oceana.

### Jason – wyprawy
W latach 1888–1889 „Jason” był statkiem wyprawy Fridtjofa Nansena (1861–1930) na Grenlandię, podczas której uczestnicy ekspedycji przeprawili się na nartach przez wyspę ze wschodu na zachód. 
W latach 1892–1894 „Jason” dwukrotnie służył jako statek wypraw zwiadowczych w poszukiwaniu wielorybów na wody Oceanu Południowego . Ekspedycje były organizowane przez Christena Christensena (1845–1923). Kapitanem statku był norweski wielorybnik Carl Anton Larsen (1860–1924). 
Celem pierwszej wyprawy w latach 1892–1893 było sprawdzenie raportów Jamesa Clarka Rossa (1800–1862) o mnogości waleni na Morzu Weddella. Według Millsa, podczas wyprawy nie zaobserwowano żadnych waleni, natomiast według Basberga walenie widziano, lecz ich nie upolowano. 
W drugiej wyprawie w latach 1893–1894 obok statku Larsena uczestniczyły dwie inne jednostki „Castor” i „Hertha”. Według Millsa, podczas wyprawy znowu nie zaobserwowano żadnych waleni. Larsen widział jednak wiele fałdowców, na które można było polować przy zastosowaniu systemu połowu Svenda Foyna. Miało to zainspirować go do rozwinięcia nowoczesnego wielorybnictwa na wodach południowch. 

#### Upamiętnienie
Dla upamiętnienia statku „Jason” nazwano półwysep na Ziemi Grahama – Jason Peninsula.  

### Stella Polare – wyprawy
Pod koniec XIX w. Luigi Amadeo di Savoia (1873–1933) planował włoską wyprawę na biegun północny i w 1899 roku  na jej potrzeby zakupił statek „Jason”, który został przebudowany i doposażony tak, by mógł służyć jako kwatera dla uczestników ekspedycji w okresie zimowym . Na jego pokładzie umieszczono zakład stolarski i ciemnię fotograficzną . 
Jednostka została przemianowana na „Stella Polare”, ponieważ statek miał dopłynąć do miejsca, w którym Gwiazda Polarna znajduje się w zenicie . Kapitanem statku został Carl Julius Evensen (1851–1937), który wcześniej towarzyszył Larsenowi w wyprawie antarktycznej.  
Wyprawa dopłynęła do Ziemi Franciszka Józefa i później osiągnęła szerokość 86°34'N – było to wówczas najbardziej na północ wysunięte miejsce, do którego dotarł człowiek.